# Ma Boy
"Ma Boy" là một bài hát của nhóm nhỏ Sistar19 thuộc nhóm nhạc nữ Hàn Quốc Sistar, được phát hành trực tuyến vào ngày 3 tháng 5 năm 2011 bởi Starship Entertainment.

## Phát hành
Ngày 28 tháng 4 năm 2011, Starship Entertainment công bố việc thành lập nhóm nhỏ Sistar19 bao gồm hai thành viên Hyorin và Bora, nhóm ra mắt vào ngày 3 tháng 5 năm 2011. Con số '19' trong tên của nhóm mang ý nghĩa là độ tuổi trưởng thành của các cô gái.
Đoạn video giới thiệu cho "Ma Boy" được ra mắt vào ngày 28 tháng 4 năm 2011. Đĩa đơn được phát hành trực tuyến trên các trang web âm nhạc của Hàn Quốc vào ngày 3 tháng 5 năm 2011. Video âm nhạc chính thức của bài hát cũng được đăng tải lên YouTube trong cùng ngày.
Một phiên bản đặc biệt của bài hát xuất hiện trong album phòng thu đầu tay So Cool của Sistar với sự góp mặt của hai thành viên còn lại trong nhóm, Soyou và Dasom. Sau đó, bài hát xuất hiện trong album đầu tay Gone Not Around Any Longer của Sistar19.

## Quảng bá
Sistar19 xuất hiện lần đầu tiên trên truyền trình trong M! Countdown của Mnet vào ngày 5 tháng 5 năm 2011. Nhóm cũng biểu diễn trên những chương trình âm nhạc khác như Music Bank của KBS, Music Core của MBC và Inkigayo của SBS trong tháng 4 và tháng 5.

## Doanh số
Bài hát xuất hiện lần đầu tiên trên bảng xếp hạng đĩa đơn của Gaon ở vị trí thứ hai.

## Danh sách bài hát
| STT              | Nhan đề              | Sáng tác         | Thời lượng |
| ---------------- | -------------------- | ---------------- | ---------- |
| 1.               | "Ma Boy"             | Brave Brothers   | 3:17       |
| 2.               | "Ma Boy" (không lời) | Brave Brothers   | 3:17       |
| Tổng thời lượng: | Tổng thời lượng:     | Tổng thời lượng: | 6:34       |

## Bảng xếp hạng
| Bảng xếp hạng                | Thứ hạng cao nhất |
| ---------------------------- | ----------------- |
| Gaon Singles chart           | 2                 |
| Gaon Local Singles chart     | 2                 |
| Gaon Streaming Singles chart | 3                 |
| Gaon Download Singles chart  | 3                 |
| Gaon BGM chart               | 2                 |
| Gaon Mobile Ringtone chart   | 1                 |
| Gaon Karaoke chart           | 4                 |